# 明宫冠服图
《明宫冠服图》或《明中东宫冠服》，明朝无名彩绘图册，残存六册。有“高士奇图书记”、“长乐郑振铎西谛藏书”及“康生之章”印。康生倒台后，为北京市文物局图书资料中心所藏，故宫博物院藏复印本。2002年，收录于北京市文物局主编、北京出版社出版的《北京文物精粹大系·古籍善本卷》图七十三，名为《明宫冠服》。
图册本无命名，图册内有两个书名签，一为油印书签，钢笔书写《明中东宫冠服》，一为计算机打印书签，名《明宫冠服图》。六冊標題包括：中宫冠服、东宫冠服、亲王冠服、世子冠服、郡王冠服、东宫妃冠服等。有研究者认为，图册内容主要来源于永乐三年，明朝礼部进呈给永乐帝的《冕服卤簿仪仗图》。